# Azzano Mella
Azzano Mella (Sa o Asà in dialetto bresciano) è un comune italiano di 3 516 abitanti della provincia di Brescia in Lombardia.
Il comune fa parte dell'associazione degli Azzano d'Italia, undici fra comuni e frazioni che portano nel loro nome il termine Azzano e che hanno i cittadini che si chiamano azzanesi: Azzano d'Asti, Azzano Decimo, Azzano Mella, Azzano San Paolo, Castel d'Azzano e sei frazioni.

## Geografia fisica

### Clima
Il clima a Azzano Mella è caldo e temperato, con piovosità significativa durante tutto l'anno.
La temperatura media annuale è di 13,1 °C, essendo luglio il mese con temperature più alte (28,1 °C) e gennaio il mese con temperature più basse (-0,5 °C).
La piovosità media annuale è di 1077 mm. In particolare le piogge sono più scarse nel mese di gennaio (54 mm) e più abbondanti nel mese di novembre (122 mm).
| [ 6 ]               | Mesi | Mesi | Mesi | Mesi | Mesi | Mesi | Mesi | Mesi | Mesi | Mesi | Mesi | Mesi | Stagioni | Stagioni | Stagioni | Stagioni | Anno  |
| [ 6 ]               | Gen  | Feb  | Mar  | Apr  | Mag  | Giu  | Lug  | Ago  | Set  | Ott  | Nov  | Dic  | Inv      | Pri      | Est      | Aut      | Anno  |
| ------------------- | ---- | ---- | ---- | ---- | ---- | ---- | ---- | ---- | ---- | ---- | ---- | ---- | -------- | -------- | -------- | -------- | ----- |
| T. max. media (°C)  | 6,8  | 8,7  | 13,4 | 17,3 | 21,6 | 26,1 | 28,1 | 27,7 | 22,7 | 17,5 | 11,8 | 7,3  | 7,6      | 17,4     | 27,3     | 17,3     | 17,4  |
| T. min. media (°C)  | −0,5 | −0,1 | 2,7  | 6,5  | 11,0 | 15,7 | 18,3 | 18,4 | 14,7 | 10,6 | 5,6  | 0,8  | 0,1      | 6,7      | 17,5     | 10,3     | 8,6   |
| Precipitazioni (mm) | 54   | 58   | 68   | 93   | 104  | 100  | 86   | 95   | 115  | 116  | 122  | 66   | 178      | 265      | 281      | 353      | 1 077 |

## Storia

### Simboli
(D.P.R. del 23 gennaio 1986)
Il gonfalone è un drappo partito di giallo e di azzurro.

## Monumenti e luoghi d'interesse

### Architetture religiose
- Chiesa dei Santi Pietro e Paolo

## Società

### Evoluzione demografica
Abitanti censiti

### Lingue e dialetti
Nel territorio di Azzano Mella, accanto all'italiano, è parlata la lingua lombarda prevalentemente nella sua variante di dialetto bresciano.

## Amministrazione
| Periodo        | Periodo        | Primo cittadino     | Partito                        | Carica  | Note  |
| -------------- | -------------- | ------------------- | ------------------------------ | ------- | ----- |
| 7 giugno 1993  | 28 aprile 1997 | Mauro Ballerini     | DC                             | Sindaco | [ 8 ] |
| 28 aprile 1997 | 30 maggio 2006 | Umberto Ferrari     | Casa delle Libertà             | Sindaco | [ 8 ] |
| 30 maggio 2006 | 16 maggio 2011 | Franco Gaspari      | Casa delle Libertà             | Sindaco | [ 8 ] |
| 16 maggio 2011 | 6 giugno 2016  | Silvano Baronchelli | lista civica di centrosinistra | Sindaco | [ 8 ] |
| 6 giugno 2016  | 4 ottobre 2021 | Angela Pizzamiglio  | lista civica di centrodestra   | Sindaco | [ 8 ] |
| 4 ottobre 2021 | in carica      | Matteo Ferrari      | lista civica di centrodestra   | Sindaco | [ 8 ] |